# 西南粗叶木
西南粗叶木（学名：Lasianthus henryi）为茜草科粗叶木属下的一个种。

## 扩展阅读
- 維基物種上的相關：西南粗叶木